# 1724 Vladimir
Az 1724 Vladimir (ideiglenes jelöléssel 1932 DC) a Naprendszer kisbolygóövében található aszteroida. Eugène Joseph Delporte fedezte fel 1932. február 28-án.